# Чарлі Гоуґ
Чарлі Гоуґ (англ. Charlie Hoag, 19 липня 1931 — 8 березня 2012) — американський баскетболіст.
Олімпійський чемпіон 1952 року.